# Berthellina amarillus
Berthellina amarillus är en snäckart som först beskrevs av Karl R. Mattox 1953.  Berthellina amarillus ingår i släktet Berthellina och familjen Pleurobranchidae. Inga underarter finns listade i Catalogue of Life.